# سیارک ۱۴۷۹
سیارک ۱۴۷۹ (به انگلیسی: 1479 Inkeri، نامگذاری:1938DE) هزار و چهارصد و هفتاد و نهمین سیارک کشف شده‌است که در ۱۶ فوریه ۱۹۳۸ کشف شد.
قدر مطلق سیارک برابر ۱۱٫۴۰ است.